# Manuel Francisco Lisboa
Manuel Francisco Lisboa (Odivelas, archevêché de Lisbonne , ? - Ouro Preto, 1767) est un architecte, charpentier et maître d'œuvre du Portugal, actif au Brésil.
Son nom est associé aux principaux ouvrages construits à Ouro Preto dans la première moitié du XVIIIe siècle. Cependant, il est surtout connu pour être le père du sculpteur et architecte appelé « l'Aleijadinho ».
Il arrive à Ouro Preto en 1724. Parmi ses œuvres figurent les projets de l'église mère de Notre Dame de la Conception d'Antônio Dias (1727) et de l'église de Notre Dame des Carmes d'Ouro Preto (pt) (1766). Il est le constructeur du palais des gouverneurs, conçu par José Fernandes Pinto Alpoim, en plus d'ériger plusieurs ponts.
Antônio Francisco Pombal, son frère, est également un architecte notable.